# Мотель Бейтса (фильм)
«Мотель Бейтса» (англ. Bates Motel) — телефильм, являющийся спин-оффом франшизы «Психо», не пересекающийся с тремя его сиквелами и 4 фильм во франшизе в принципе. Фильм снимался в оригинальных декорациях первого фильма. 

## Сюжет
После событий фильма «Психо» Норман Бейтс помещён в психиатрическую лечебницу. Там он проникается отеческими чувствами к ребёнку-пациенту Алексу Уэсту, который находится в психологическом шоке после того, как убил своего отчима-насильника. Норман становится для Алекса вторым отцом.
Спустя 27 лет Норман Бейтс умирает, но успевает завещать Алексу мотель и свой дом (которые пустуют с момента его ареста) с целью дать Алексу шанс на новую жизнь. Алекс переезжает в его дом и с помощью путешествующей девушки-подростка Уилли решает заново открыть мотель, чтобы заняться бизнесом. Внезапно он начинает видеть силуэт миссис Бейтс в окне её спальни, а затем и она сама начинает мелькать у него перед глазами. Кто бы это ни был — сама Норма Бейтс или только её призрак, — но этот кто-то всячески пытается изгнать Алекса из дома Бейтса и ни в коем случае не дать ему открыть мотель.

## История создания
Фильм планировался как пилотный выпуск к целому сериалу, но из-за низких рейтингов эпизода сериал так и не был снят. Норман Бейтс появляется ненадолго лишь в начале фильма; его роль сыграл актёр Курт Пол, который был дублёром Энтони Перкинса в «Психо 2» и «Психо 3». Сам Перкинс отказался участвовать в проекте. На данный момент существует сериал «Мотель Бейтс», события развиваются во времени в котором Норман с матерью только что приобрели мотель.

## В ролях
- Бад Корт — Алекс Уэст
- Лори Петти — Алекс Уилли
- Моузес Ганн — Генри Уотсон
- Грегг Генри — Том Фуллер
- Кристин Хае — Салли
- Джейсон Бэйтман — Тони Скотти
- Кэрри Кин — Барбара Питерс
- Роберт Пикардо — Доктор Гудман
- Энди Элбин — Мистер Йокс
- Долорэс Албин — Миссис Фишер
- Келли Эймс — Бэт
- Роберт Аксельрод — Продавец Шипскин
- Гарри Баллард — Пастор
- Питер Добсон — Билли Паркс
- Тимоти Фолл — Терри Миллер
- Кармен Фалпи — Бадди
- Курт Пол — Норман Бейтс